# Uniform Pensioenoverzicht
Het uniform pensioenoverzicht (afgekort UPO) is een overzicht dat een pensioenuitvoerder in Nederland dient te verstrekken aan de deelnemers van de pensioenen die de uitvoerder in beheer heeft. In 2007 heeft een aantal pensioenuitvoerders dit overzicht aan haar deelnemers verstrekt, sinds 2008 is dit verplicht volgens de Nederlandse Pensioenwet. 
Iedere werknemer krijgt jaarlijks een UPO over het pensioen bij zijn huidige werkgever. Bij dit pensioenfonds (of verzekeraar) is men een actieve deelnemer. Over de pensioenen bij eerdere werkgevers krijgt men eens in de vijf jaar een pensioenoverzicht. Men is bij dit pensioenfonds een slaper (niet actieve deelnemer). Het doel van de verstrekking van het UPO is deelnemers meer informatie te verschaffen over het opgebouwde en op te bouwen pensioen. Omdat het UPO van elke pensioenuitvoerder dezelfde indeling moet hebben, zijn de bedragen eenvoudig op te tellen of met elkaar te vergelijken. 
Op het pensioenoverzicht zijn de opgebouwde pensioenaanspraken en te bereiken aanspraken (prognose) opgenomen. Sommige pensioenuitvoerders verstrekken voor elk soort pensioen een apart UPO. Dit wil zeggen dat de deelnemer een apart overzicht krijgt voor het ouderdomspensioen, nabestaandenpensioen, arbeidsongeschiktheidspensioen, e.d.
Ook pensioengerechtigden (personen die een uitkering ontvangen) dienen volgens de Pensioenwet jaarlijks een overzicht te ontvangen. Deze is echter niet uniform voorgeschreven en kan bij verschillende pensioenuitvoerders een andere indeling hebben.

## Pensioenregister
Begin 2010 heeft de ministerraad op voorstel van toenmalig minister Piet Hein Donner (Sociale Zaken) ingestemd met een wetsvoorstel dat een pensioenregister mogelijk moest maken. Pensioenuitvoerders, verantwoordelijk voor werknemerspensioenen en de Sociale Verzekeringsbank (SVB), die de AOW uitvoert, leveren de gegevens voor het register. In dit register zijn een groot deel van de pensioenuitkeringen uit de eerste en tweede pijler van het Nederlandse pensioenstelsel opgenomen. De gegevens in het pensioenregister vormen grofweg een optelsom en samenvatting van de Uniforme Pensioenoverzichten.
Vanaf januari 2011 is dit register met gebruik van het DigiD via internet te raadplegen. Aangezien een DigiD alleen verkrijgbaar is voor wie in Nederland woont, is het systeem niet toegankelijk voor Nederlanders die in het buitenland wonen.
Wanneer een gewezen deelnemer verhuisd is voor de invoering van het Sofinummer, is zijn pensioen mogelijk niet opgenomen in het pensioenregister omdat de pensioenverstrekker het pensioen niet heeft kunnen koppelen aan het burgerservicenummer van de gewezen deelnemer.